# Конопинский, Эмиль
Эмиль Джон (Ян) Конопинский (англ. Emil John (Jan) Konopinski; род. 25 декабря 1911 г., Мичиган-Сити, Индиана — 26 мая 1990 г. , Блумингтон) — американский учёный, физик-ядерщик. Участвовал в разработке первой атомной бомбы, совместно с Энрико Ферми.

## Биография
Окончил среднюю школу в Хамтрамке, Мичиган, где был президентом класса и редактором школьной газеты. В 1936 году получил степень доктора в Университете Мичиган. Во время Второй мировой войны работал с Энрико Ферми над первым ядерным реактором в Университете Чикаго . Участник Манхэттенского проекта по разработке первого ядерного оружия (атомной бомбы).
Вместе с Клойдом Марвином и Эдвардом Теллером, показал, что термоядерный взрыв не воспламенит атмосферу и тем самым не разрушит Землю.
Консультант Комиссии по атомной энергии с 1946 по 1968 год, автор книги «The Theory of Beta Radioactivity»
Среди его абитуриентов — Юджин Грейлинг. Развил теорию бета-распада и сформулировал закон сохранения лептоного заряда.
По происхождению поляк. Родители: Йозеф Конопинский и Софья Снеговская.
Скончался от сердечного приступа, 26 мая 1990 года, в Блумингтоне.